# 2 Days to Vegas
2 Days to Vegas (рус. 2 дня до Вегаса) — компьютерная игра в жанре «action», с элементами автомобильной аркады. Действие игры разворачивается в нескольких городах США, на протяжении двух суток.

## Сюжет
Отсидев три года в тюрьме, главный герой Винни выходит на свободу со стойким желанием начать жизнь с чистого листа. Однако, его брат Тони попадает в серьёзную передрягу и заставляет Винни на два дня отложить начало своей «новой» жизни.

## Разработка
Игра была анонсирована в 2003 году. 11 февраля 2009 году, Steel Monkeys подтверждает что игра в разработке, журналу IGN.

## Заморозка проекта
В сети появилась информация что игра не выйдет, к июлю 2012 года новых медиа материалов не появилось, официальных новостей на сайте игры нет. Сейчас игра так и не вышла и является замороженной.